# Leioscyta pallidipennis
Leioscyta pallidipennis är en insektsart som beskrevs av Carl Stål. Leioscyta pallidipennis ingår i släktet Leioscyta och familjen hornstritar. Inga underarter finns listade i Catalogue of Life.